# Parallel Play
Parallel Play è il nono album in studio del gruppo rock canadese Sloan, pubblicato nel 2008.

## Tracce
1. Believe in Me – 3:17
2. Cheap Champagne – 2:46
3. All I Am Is All You're Not – 3:03
4. Emergency 911 – 1:50
5. Burn for It – 2:38
6. Witch's Wand – 2:50
7. The Dogs – 3:54
8. Living the Dream – 2:52
9. The Other Side – 2:53
10. Down in the Basement – 2:58
11. If I Could Change Your Mind – 2:07
12. I'm Not a Kid Anymore – 2:26
13. Too Many – 3:43